# MØL
MØL (dänisch für Motte) ist eine 2013 gegründete Blackgaze-Band aus Aarhus.

## Geschichte
MØL wurde im Jahr 2013 in der dänischen Stadt Aarhus gegründet und besteht nach zwei Wechseln im Jahr 2016 aus Sänger Kim Song Sternkopf, den beiden Gitarristen Nicolai Hansen und Frederik Lippert sowie aus Bassist Holger Rumph-Frost und Schlagzeuger Ken Klejs. Sänger Sternkopf war vor seinem Einstieg bei MØL als Konzertfotograf tätig und fotografierte die Band bei ihrem ersten Konzert. Nicolai Hansen und Ken Klejs spielten zuvor gemeinsam in der Shoegaze-/Dream-Pop-Band Antennas to Nowhere.
Bereits im darauffolgenden Jahr erschien eine nach der Band benannte Demo-EP auf dem russischen Undergroundlabel Cvlminis, einem Tochterlabel von Rigorism Production. Im November des Jahres 2015 folgte mit II eine weitere EP. Nachdem die Band einen Plattenvertrag bei Holy Roar Records unterschrieben hatte, veröffentlichte die Band im April des Jahres 2018 ihr Debütalbum Jord, das in den Vereinigten Staaten über Deathwish Inc. veröffentlicht wurde.
Ende Mai des Jahres 2018 spielte die Band vier Konzerte im Vereinigten Königreich um die Veröffentlichung ihres Debütalbums zu zelebrieren. Im Sommer spielte die Band als Ersatz für Skindred auf dem dänischen Copenhell, wodurch auch Zeal & Ardors Auftritt von einer Umsetzung betroffen war. Zwischen dem 1. und 21. November 2018 tourte die Gruppe als Vorband für die US-amerikanische Post-Black-Metal-Band Ghost Bath durch mehrere Staaten in Mitteleuropa. Im Herbst 2019 tourte die Band als Vorband für die US-amerikanische Technical-Death-Metal-Band Rivers of Nihil durch Europa.
Am 23. Juli 2021 veröffentlichte die Gruppe mit Photophobic eine neue Single mitsamt Musikvideo, kündigte an bei Nuclear Blast unterschrieben zu haben und gab bekannt, dass das zweite Album Diorama am 5. November gleichen Jahres herausgebracht wird.

## Stil
MØL greifen in ihrer Musik die Brutalität des Black Metal auf und vermischen diese mit der Wärme des Shoegaze. Im Vergleich zu anderen Vertretern des Blackgaze wie Alcest oder Deafheaven, die ihre Lieder meist auf zehn Minuten ausschweifen lassen, arbeiten die Musiker mit deutlich kürzeren Spielzeiten in ihren Liedern. Im Vergleich zu anderen Genrevertretern arbeitet die Band mit wesentlich qualitativeren ätherischen und träumerischen Elementen. Diese Verschmelzung aus harten Riffings und träumerischen Klangstrukturen wird als ein Bastard aus A Perfect Circle und Darkthrone beschrieben. Die Musik wird als „Blackgaze mit breitwandigem Post-Rock und einer glaubwürdig vermittelten Hardcore-Wut“ beschrieben. Die Lieder besitzen Ohrwurmcharakter ohne dabei kalkulierbar zu wirken. Es werden zudem auch Metalcore-Einflüsse erkannt. In einem Interview mit Everything Is Noise benennen MØL die vier Alben, die den Sound der Band am meisten beeinflusst haben. Es handelt sich um Alcest, Dimmu Borgir, Mew und Benea Reach.
Die Texte werden überwiegend in englischer Sprache geschrieben, wobei zwei Stücke der Band auf Dänisch gehalten sind.

## Diskografie
- 2014: Møl (Demo, Cvlminis)
- 2015: II (EP, Eigenproduktion)
- 2018: Jord (Album, Holy Roar Records, Deathwish Inc.)
- 2021: Diorama (Album, Nuclear Blast)

## Weiteres
Schlagzeuger Ken Klejs spielt ebenfalls in der internationalen Depressive-Black-Metal-Band Intig, die von Andreas Rönnberg – dem Entwickler der Half-Life-Horrorspiel-Mods Cry of Fear und Afraid of Monsters – gegründet wurde, am Schlagzeug.